# پارک ملی واکاکوبی
پارک ملی واکاکوبی (به لاتین: Wakatobi National Park) یک پارک ملی و ذخیره‌گاه زیست‌کره در اندونزی است که در سولاوسی جنوب شرقی واقع شده‌است.